# モルッカツカツクリ
モルッカツカツクリ（モルッカ塚造、Eulipoa wallacei）は、キジ目ツカツクリ科モルッカツカツクリ属（ツカツクリ属に含む説もあり）に分類される鳥類。本種のみでモルッカツカツクリ属を構成する。

## 分布
インドネシア（ミソール島、モルッカ諸島）固有種

## 形態
全長33-34cm。翼長19-23cm。後頭の羽毛は伸長（冠羽）する。尾羽は短い、尾羽の数は12枚。額は緑褐色、冠羽は赤褐色の羽毛で被われる。羽毛の外縁（羽縁）が灰色の赤褐色の羽毛で被われ、灰色の横縞が入っているように見える。腰は緑がかった灰色の羽毛で被われる。頸部から胸部にかけて緑褐色の羽毛で被われ、腹部へ向かうにつれて白い羽毛が被う。初列風切の色彩は黒褐色。人間でいう手首（翼角）より内側の次列風切（内方次列風切）や三列風切の色彩は淡褐色で、赤褐色の斑紋が入る。
嘴の色彩は暗い緑褐色で、先端は黄色。人間でいう足の甲（ふ蹠）前部には蛇腹状の鱗が1列に並ぶ。後肢の色彩は暗い緑褐色。

## 生態
標高1,950m以下にある熱帯雨林などに生息する。
繁殖形態は卵生。砂浜などにメスが穴を掘り、1個の卵を産む。地熱や太陽熱によって卵を孵化させる。

## 人間との関係
生息地では卵が食用とされる事もある。
食用の乱獲などにより生息数は減少している。